# Macrolabis chamaecytisicola
Macrolabis chamaecytisicola är en tvåvingeart som beskrevs av Fedotova 2004. Macrolabis chamaecytisicola ingår i släktet Macrolabis och familjen gallmyggor. Inga underarter finns listade i Catalogue of Life.